# Héctor Rojas Herazo
Héctor Rojas Herazo (Tolú, 12 de agosto de 1921-Bogotá, 11 de abril de 2002) fue un poeta, novelista, pintor y periodista colombiano. Empezó su carrera periodística en diarios como El Relator de Cali, La Prensa y El Heraldo de Barranquilla. Fue compañero de oficio de Gabriel García Márquez como reportero y cronista en el diario El Universal de Cartagena de Indias hacia 1949. De esa época quedan importantes referencias de lo que se llamó luego, Literatura del Caribe Colombiano. La obra literaria de Héctor Rojas Herazo ha sido traducida al inglés, francés, ruso y alemán. Su poesía y novelas son ampliamente reconocidas en el ámbito latinoamericano. Además, su actividad como pintor fue siempre paralela a su actividad literaria dando como resultado múltiples exposiciones en Colombia y en el exterior.

## Sobre sus obras
En las obras de Rojas Herazo pueden encontrarse temáticas como el desarraigo, la soledad y el abandono mezcladas con una conciencia del hombre y la obra de arte en medio de la crisis moderna. Estas temáticas se hacen más claras al usar a la memoria como medio de búsqueda del paraíso primero: la infancia, la madre, el patio de la casa. La infancia atraviesa toda su obra debido a un elemento autobiográfico que no se explica, sino que se comprende al revisar la obra en su conjunto, esto logrado mediante una visión poética que reúne vida y experiencia que construye un mundo involucrado con la ficción y la realidad.
Héctor Rojas Herazo hace uso de formas expresivas que surgen vívidas como manifestaciones de una actitud vital mediante el uso de un doble lenguaje: las palabras que se convierten en narraciones ficcionales y poemas, y los colores en el lienzo con los que intenta comunicar lo incomunicable, así logra un contraste entre estas formas expresivas y la agonía y el deterioro.
Este contraste se realiza por medio del grotesco que consiste en entrelazar lo feo con el barroco, el romanticismo, el simbolismo y las vanguardias y poner estas relaciones en tensión con lo sublime y lo dinámico; esto es, contradicciones lógicas como lo atractivo frente a lo repulsivo, lo racional frente a lo irracional, y éticas como lo humano frente a lo inhumano. Este grotesco puede verse en sus novelas en manifestaciones del lenguaje como las groserías (Lenguaje soez), imprecaciones, ofensas, juramentos y elogios; todo esto acompañado de un hombre aferrado a su miseria humana y relacionando esta miseria con las funciones naturales del cuerpo. El grotesco es un valor estético en la obra de Rojas Herazo que resalta el carácter de lo fragmentario representado por un carácter dialógico que crea una polifonía. Otras de las características de este grotesco son la locura, relacionada con lo irracional y con la animalización de la experiencia humana, y las enfermedades crónicas de muchos de sus personajes.
Rojas Herazo ha sido relacionado con diferentes movimientos literarios como el Realismo mágico, el grupo de Mito y el Realismo social; sin embargo, su estética es única al momento de aparecer en Colombia pues se enfoca en los aspectos más negativos del hombre, evoca la dimensión irracional de la vida, enfrenta al lector con un mundo extraño en el que ve la realidad del ser humano desde una perspectiva diferente, una perspectiva de aspectos negativos. Su narrativa enfrenta al lector con un mundo hostil, sin embargo muestra una filosofía personal y una presencia del destino universal que evitan que el lector se sienta agredido. Por la potencia de sus metáforas y sinestesias, su poesía resulta iluminadora. 
Algunas de sus influencias son Walt Whitman, Franz Kafka, Marcel Proust, William Faulkner, Fiódor Mijáilovich Dostoyevski y León Tolstói.

## Obras
Novela
- Celia se pudre. Madrid: Editorial Alfaguara, 1985.
- En noviembre llega el arzobispo. Bogotá: Ediciones Lerner, 1966. (Editada en España por, Editorial Carpe Noctem, 2013)
- Respirando el verano. Bogotá: Ediciones Tercer Mundo, 1962.

Poesía
- Las úlceras de Adán. Bogotá: Editorial Norma, 1995.
- Agresión de las formas contra el ángel. Bogotá: Editorial Nelly, 1961.
- Desde la luz preguntan por nosotros. Bogotá: Editorial Nelly, 1956.
- Tránsito de Caín. Bogotá: Eddy Torres, 1953.
- Rostro en la soledad. Bogotá: Editorial Antares, 1952.

## Distinciones
- Doctor honoris causa de la Universidad de Cartagena, 1997
- Medalla del Congreso de la República
- Medalla ProArtes al Mérito Literario, 1995 y 1998 (Cruz de Boyacá)
- Homenaje a su obra literaria por la Universidad de Antioquia, 1998
- Premio nacional de poesía José Asunción Silva, Bogotá, 1999
- Premio Nacional de Novela Esso, 1967, con la obra En noviembre llega el arzobispo
- Honor al mérito Universidad Santo Tomás de Aquino en su IV Centenario, Vida y obra, 2000
- Primer premio en el Salón Nacional de Pintura, Cúcuta, 1961.